# Amras
Amras (Ortskern 576 m ü. A.) ist eine Katastralgemeinde, eine Fraktion (Ortschaft) und ein statistischer Stadtteil im Südosten von Innsbruck, welcher 1938 eingemeindet wurde. Die Ortsteile Pradl und Reichenau wurden bereits im Jahre 1904 von Amras abgetrennt und der Stadt Innsbruck eingemeindet.

## Gliederung und statistische Daten
Die Katastralgemeinde Amras liegt am Fuß des Paschbergs und umfasst eine Fläche von 4,9 km². Im Westen grenzt sie an die Katastralgemeinde Pradl, im Norden an die Katastralgemeinden Mühlau und Arzl und die Gemeinde Rum, im Osten an die Gemeinde Ampass und im Süden an die Gemeinden Aldrans und Lans. Die Katastralgemeinde und Fraktion gliedert sich in die statistischen Stadtteile Amras und Gewerbegebiet Roßau, die durch die Inntalautobahn und den Autobahnzubringer (B174) getrennt werden.
Der statistische Stadtteil Amras umfasst die statistischen Bezirke (Zählbezirke) Amras-Süd (239,2 ha, 924 Einwohner, 427 Gebäude, Stand April 2014), der den Bereich südlich von Autobahn und Autobahnzubringer umfasst, und Amras-West, den alten Dorfkern und die Gebiete nördlich und westlich davon (71,5 ha, 4174 Einwohner, 425 Gebäude). Der Stadtteil hat damit 5098 Einwohner und eine Bevölkerungsdichte von 1641 Einwohnern/km². 14,6 % der Bevölkerung sind jünger als 15 Jahre, 17,6 % älter als 65. Der Ausländeranteil beträgt 13,9 % (Stand 2013).

## Geschichte

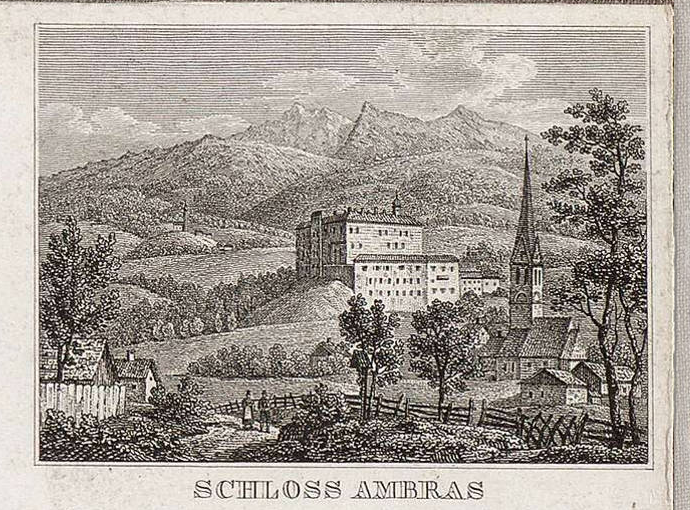
Dorf und Schloss Ambras um 1840

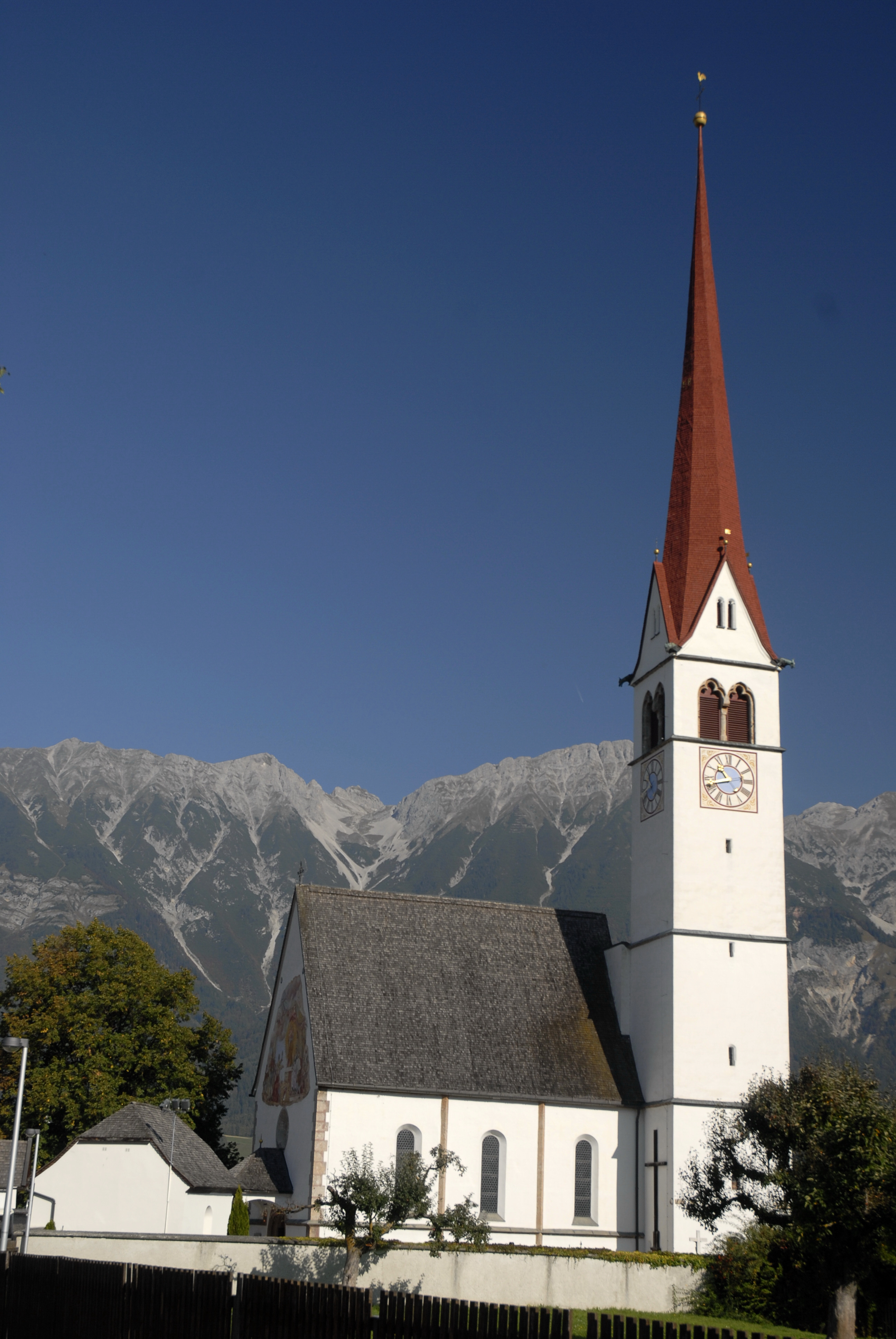
Pfarrkirche

Ein im Ambraser Schlosspark entdecktes Urnengräberfeld aus der Jungbronzezeit deutet auf eine frühe Besiedelung hin. Auch eine römerzeitliche Siedlung ist belegt.
Der Name Omeras (er stammt möglicherweise vom Lateinischen ad umbras ‚in den Schatten gelegen‘) wurde erstmals in den Jahren 937–957 in den Traditionsbüchern der Fürstbischöfe von Freising urkundlich erwähnt. Daraus leitete sich Ombras, Ambras (noch in Schloss Ambras erhalten) und schließlich Amras ab.
Um 1078/98 erwarben die Grafen von Andechs die Burg Amras, die jedoch bereits 1133 in einer Fehde von Herzog Heinrich dem Stolzen zerstört wurde. Die Herrschaft Amras zwischen dem Voldertalbach im Osten und der Sill blieb aber weiter im Besitz der Andechser, 1288 wurde die Burg unter Graf Meinhard II. von Görz-Tirol wieder aufgebaut.
1180 erwarb Berchtold III. von Andechs vom Stift Wilten den Grund der heutigen Innsbrucker Altstadt, um den Markt von linken Innufer (dem heutigen Mariahilf-St. Nikolaus) über die Innbrücke zu erweitern. Als Gegenleistung überließ er dem Kloster ein Gehöft „in vico Omras“ („im Dorf Amras“).
1221 weihte der Brixner Bischof Bertold von Neifen die erste Kirche, die zur Pfarre Ampass gehörte und seit 1259 von Prämonstratenser-Chorherren des Stiftes Wilten betreut wurde. Sie war den heiligen Pankraz und Zeno geweiht, später kam der hl. Wolfgang hinzu, seit 1408 ist das Patrozinium Mariä Himmelfahrt. 1489 wurde die heutige spätgotische Kirche geweiht, die als einzige Kirche am Innsbrucker Talboden bis heute ihren markanten gotischen Turm mit Spitzhelm behalten hat. Die große Glocke des Läutwerks wurde 1491 vom Glockengießer Peter Löffler in Hötting gegossen. 1677, 1712 und 1756 wurde das Innere barockisiert. 1765 wurde Amras zur Kuratie, 1891 zur selbständigen Pfarre erhoben, blieb jedoch dem Stift Wilten inkorporiert.
Um 1600 wurde in Egerdach am östlichen Ortsrand eine Heilquelle entdeckt und dort ein Badhaus und 1656 ein Kirchlein zum hl. Kreuz errichtet. Bis in die Zeit nach dem Ersten Weltkrieg war Egerdach ein viel besuchter Kurort.
1793 wurde das erste Schulhaus gebaut.
Am Talboden befanden sich früher mehrere Seen, die im landesfürstlichen Besitz waren und als Fischgewässer genutzt wurden. Sie wurden durch den Aldranser Bach und einen von der Sill abzweigenden Kanal gespeist. Der größte davon war der Amraser See, der 1772 noch eine Fläche von 17 ha hatte, aber zunehmend verlandete. Er existierte noch bis zum Anfang des 20. Jahrhunderts, dann wurde der stark geschrumpfte See endgültig zugeschüttet, um Wiesen und Felder anzulegen.
1904 wurde die Fraktion Pradl von Amras abgetrennt und mit Innsbruck vereinigt. Im Zuge der Bildung von Großgemeinden unter der NS-Herrschaft wurde Amras 1938 ebenfalls nach Innsbruck eingemeindet. Von 1941 bis 1945 befand sich in der Roßau das Lager Reichenau, ein ursprünglich als Auffanglager geplantes Arbeitserziehungslager der Gestapo.
Nach dem Zweiten Weltkrieg erfuhr der Ort große Siedlungserweiterungen durch Wohngebiete im Westen und Norden sowie durch Gewerbegebiete im Osten. Das älteste Einkaufszentrum im Großraum Innsbruck (DEZ) befindet sich seit den 1970er Jahren auf dem Gebiet des ehemaligen Amraser Sees. Von 1965 bis 1968 wurde die Inntal Autobahn gebaut, die einen Teil des Ortes vom Dorfkern abschnitt.

## Wappen
Anders als Wilten, Hötting oder Mühlau führte Amras bei der Eingemeindung kein Wappen. Daher erhielt Amras 1989 als erster Stadtteil ein neugeschaffenes Stadtteilwappen. Es zeigt in einem gespaltenen Schild rechts in Blau einen halben bekrönten goldenen Adler, links in Silber eine Darstellung des Amraser Gnadenbildes. Der Adler ist dem Wappen der Grafen von Andechs entnommen und erinnert zusammen mit dem Gnadenbild an die weltliche und kirchliche Geschichte von Amras.

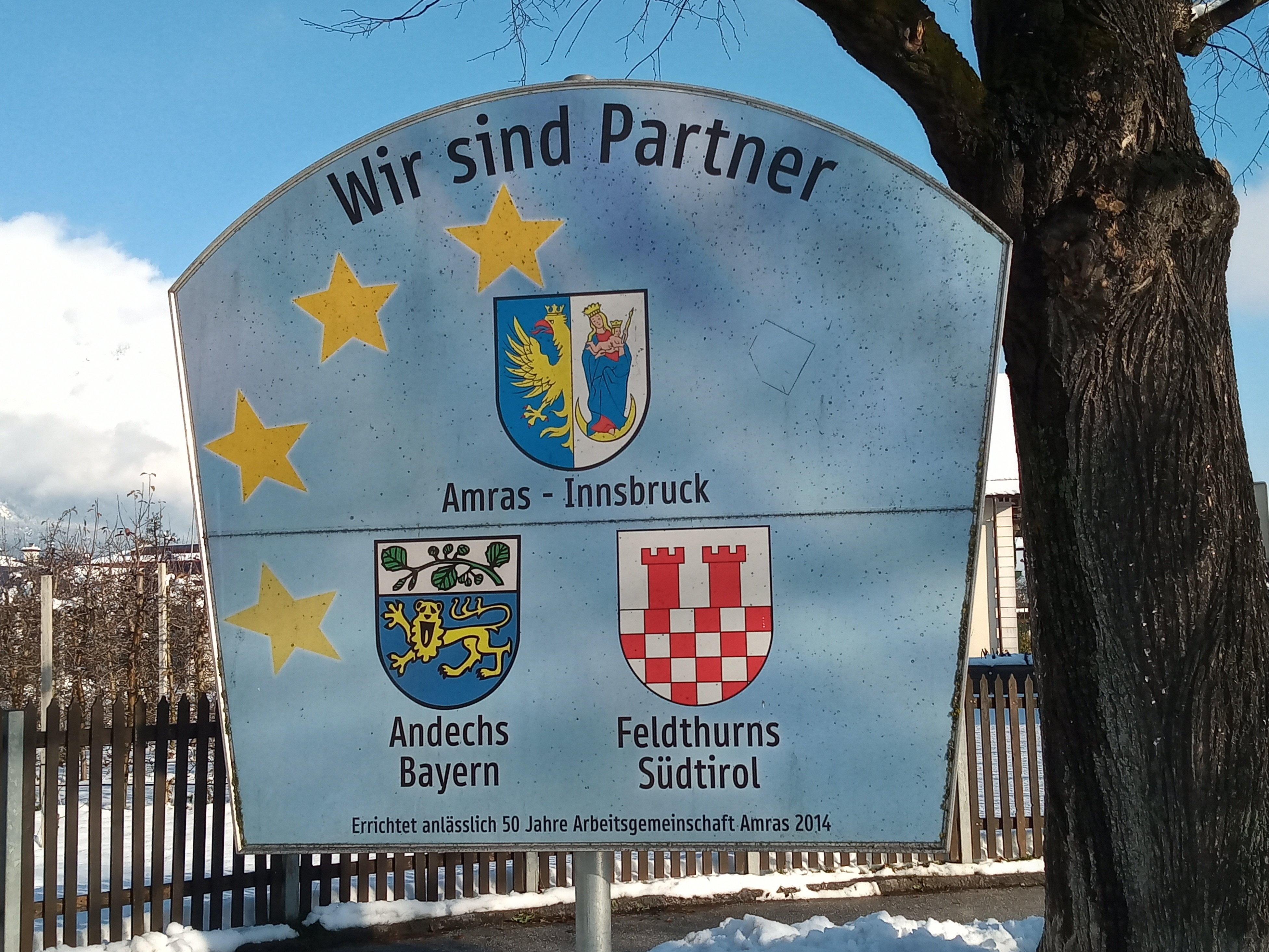
Schild mit den Partnergemeinden

## Kommunale Partnerschaft
- Andechs, Deutschland, seit 2000
- Feldthurns, Südtirol, seit ?

## Wirtschaft und Infrastruktur

### Verkehr

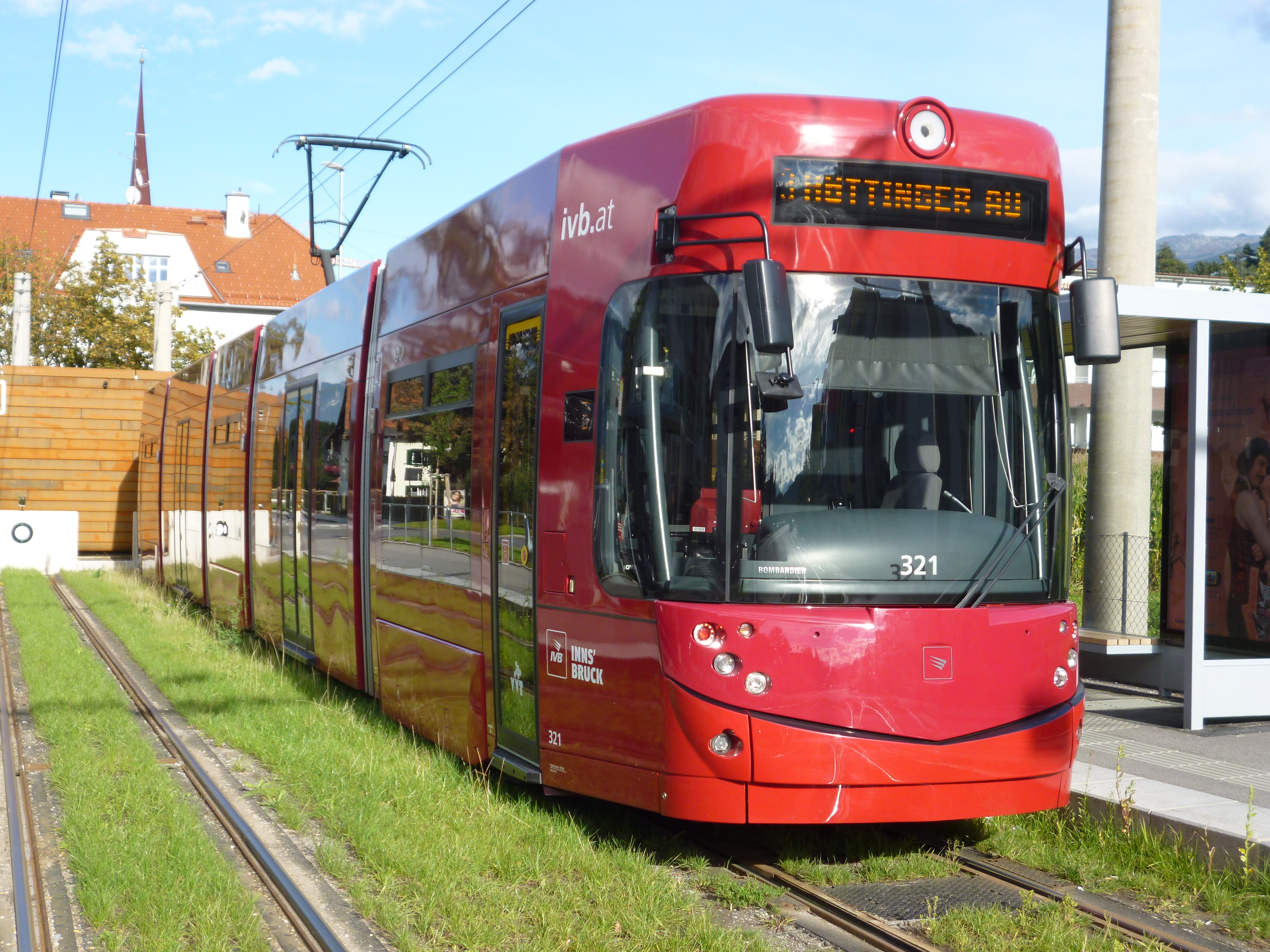
Straßenbahn der Linie 3 an der neuen Endstation Amras

Amras liegt an der Anschlussstelle Innsbruck-Ost der Inntalautobahn. Der Stadtteil wird durch die Buslinien C, R und T der Innsbrucker Verkehrsbetriebe (IVB) bedient. Die Straßenbahnlinie 3, die ihre Endhaltestelle früher am Ostfriedhof an der Grenze zwischen Pradl und Amras hatte, wurde 2012 in Richtung des Amraser Ortskerns verlängert. Der Bereich am Paschberg (Schloss Ambras, Tummelplatz) wird von der Innsbrucker Mittelgebirgsbahn erschlossen. Die Bushaltestelle „Schloss Ambras“, erhöht am Paschberg unterhalb des Tummelplatzes gelegen, wird von der Linie M, der Postbuslinie 540 ins östliche Mittelgebirge sowie von der Sehenswürdigkeitenbuslinie des Innsbruck Tourismus TS (The Sightseer) bedient.

### Wirtschaft
Zwischen dem alten Ortskern und dem Autobahnzubringer befindet sich mit dem DEZ das älteste und größte Einkaufszentrum im Raum Innsbruck, in dessen Umfeld sich weitere Einzelhandelsbetriebe angesiedelt haben. Die zur Katastralgemeinde Amras gehörende Roßau ist ein großes Gewerbegebiet, in dem sich neben klassischen Industrie- und Gewerbebetrieben mittlerweile ebenfalls zahlreiche Handels- und Dienstleistungsbetriebe angesiedelt haben.

## Kultur und Sehenswürdigkeiten
u. a.
- Schloss Ambras

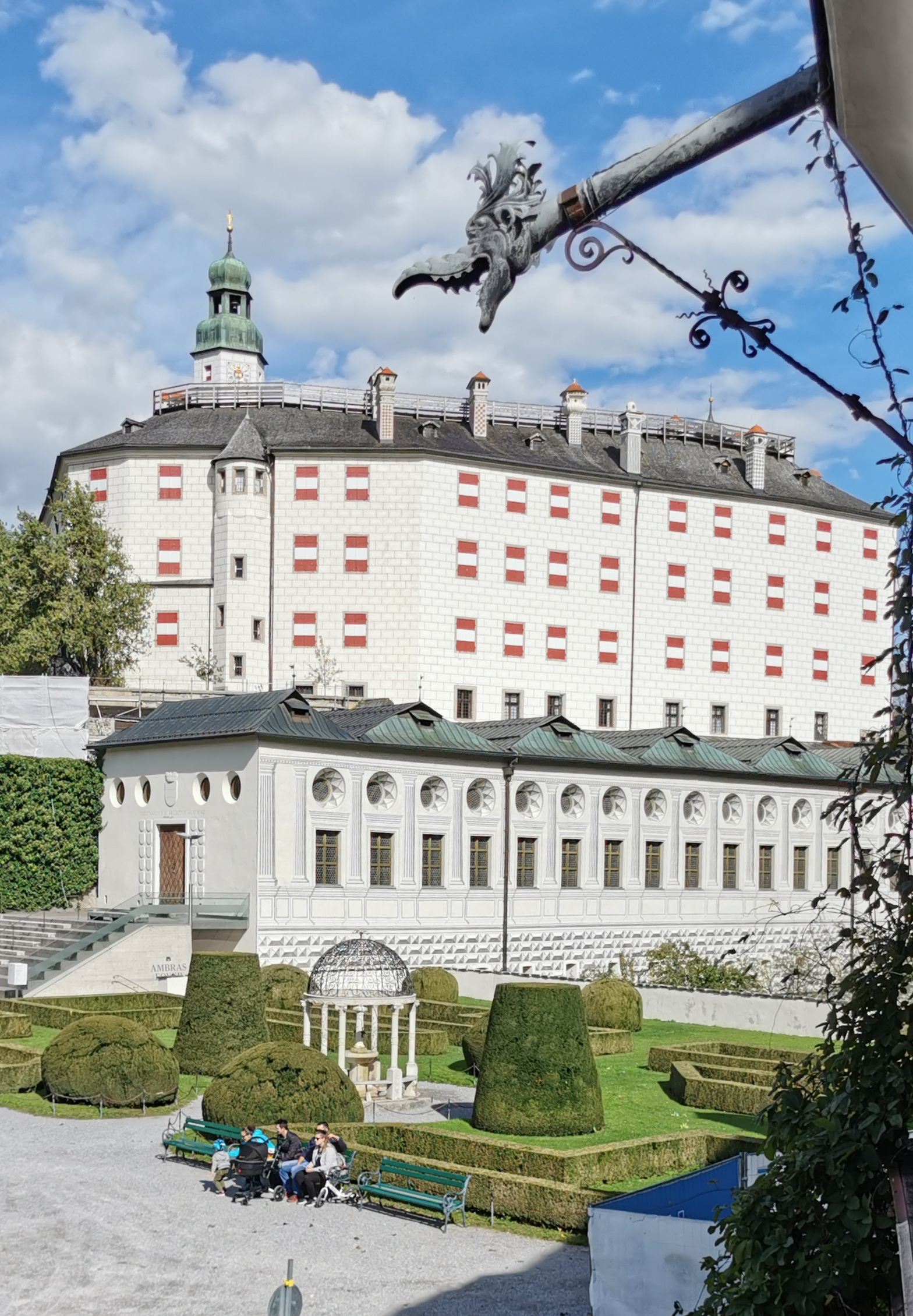
Schloss Ambras

- Katholische Pfarrkirche Amras Mariä Himmelfahrt

### Amras als literarischer Ort
Eine Erzählung Thomas Bernhards ist nach Amras benannt, handelt dort und in Innsbruck und trägt den Titel Amras. Der Text entstand als zweites größeres Werk Bernhards 1964 und erscheint bis heute im Suhrkamp Verlag. Die Erzählung war das persönliche Lieblingswerk des Autors.

## Persönlichkeiten
- Paul Bramböck (1884–1949), Geistlicher und Politiker
- Ferdinand Reiter (1889–1957), Journalist